# 速水清司
速水 清司（はやみ きよし、1951年2月3日 - ）は日本のギタリスト、ソングライター、シンガー。鹿児島県沖永良部島生まれ、兵庫県神戸市育ち。元「ジプシー・ブラッド」、「井上堯之バンド」のギタリスト。

## 来歴
1969年、ロックバンド「ザ・チューリップス」（スパイダクション所属）で日劇ウエスタンカーニバル出場。クリームの「Crossroads」を演奏し話題に。
1970年、「ジプシー・ブラッド」に加入。1972年、アルバム『ろっこうおろし』リリース。
1972年、沢田研二アルバム『JULIE IV 今僕は倖せです』レコーディングに参加。
1974年、「井上堯之バンド」にギタリストとして加入し、沢田研二のバックバンド、および萩原健一主演作品のサントラを中心に活躍。
1974年8月、福島県郡山市の郡山総合運動場開成山陸上競技場にて行われた日本初の本格的なロック・フェスティバル「ワンステップフェスティバル」に、沢田研二&井上堯之バンドとして出演。
1977年、ソロアルバム「どんな時にも・・・・・」アトランティック／ウォーターレーベルよりリリース。LPからのシングルカット「どんな時にも・・・・・ / ギターに愛をこめて」リリース。
1980年、「井上堯之バンド」解散、「萩原健一Don juan Rock'n'Roll Band」加入。
1982年、「大野克夫バンド」参加。「BOROバンド」加入。「ザ・タイガース同窓会コンサートツアー」サポートギタリストとして参加。
1985年、「萩原健一アンドレー・マルロー・バンド」結成。
1990年、「萩原健一Braque & Marlau Band」結成。
1991年から柳葉敏郎のギタリストとして楽曲提供、レコーディングおよびコンサートツアー参加。
1992年、「速水清司 START UP LIVE」開催。
1996年、「大野克夫バンド」としてテレビアニメ『名探偵コナン』サウンドトラックをレコーディング。 
1997年、「速水清司バンド」を結成し、都内でLIVE活動を展開。
2001年、銀座TACT「速水清司 LIVE*LIVE*LIVE」を皮切りにソロ活動を本格的に再開。元ザ・タイガースの森本太郎率いる「森本タローとスーパースター」にギタリストとして加入。現在もLIVEを中心に活躍。
2003年、「"Enter The Panther" 萩原健一ライヴツアー2003」にギタリストとして参加。
2004年、「井上堯之バンド」再結成LIVEに参加。沢田研二が飛び入りで参加、22年振りの共演を果たす。
2009年、「ジプシー・ブラッド」を再結成、以後不定期でLIVE活動を再開。
2012年10月13日、1977年発売のアルバム「どんな時にも・・・・・」初CD化。

## アルバム
ジプシー・ブラッド
| 01. 忘れかけた言葉 02. 郵便屋さん 03. 風 04. 9月の恋 05. おろかな僕 06. 自転車に乗って 07. 言葉を下さい 08. 過ぎし日を見つめて 09. プルルン パプ ラパ (リズムに乗って) 10. 哀れな奴 |

| 11. 冥土イン・ジャパン (Bonus Track) 12. 冥土イン・ジャパン ((instrumental) (Bonus Track) 13. 恋のジプシー女 (Bonus Track) 14. 愛しているんだ (Bonus Track) |

速水清司
| 01. どんな時にも 02. コンクリート・ジャングル 03. Another Day 04. オー・ルーシー 05. 思い出たち 06. 素敵な時 07. さよなら 08. 自由を求めて自由を忘れた 09. 明日 |

| 10. ギターに愛をこめて (Bonus Track) |

| 01. ララバイ 02. Island (島) 03. ONE SOUL & LOVE 04. 志 (こころざし) 05. God Bless You |

| 01. ありがとう 02. あなたを抱きしめて 03. みちのり 04. 届かない僕の気持ち 05. 光の道へ 06. フリージア畑の風 (instrumental) 07. I Love You. A to Z 08. 歩いてみよう 09. 約束 10. A Dream Of Night 11. 愛だけは 12. 記憶の色 |

| 01. 有・無 02. 愛ある限り 03. RISK 04. 志 part2 05. K.Rock’n’Roll Music 06. 月の花 |

## 主な提供作品
- 沢田研二
  - ジュリアン （作詞・作曲）
  - 親父のように（作曲）
  - バイバイバイ（作詞・作曲）
  - コインに任せて（作詞・作曲）
- 萩原健一 
  - 泣くだけ泣いたら （作曲）
  - さよなら （作詞・作曲）
  - ムーン・シャイン （作曲）
  - 砂時計 （作詞・作曲）
  - ララバイ （作詞・作曲）
  - 今夜きりさ （作詞・作曲）
  - ハロー・マイ・ジェラシー （作詞・作曲）
  - See Saw （作詞・作曲）
  - 友 （作詞・作曲）
  - Angel （作詞・作曲）
  - No Problem （作詞・作曲）
  - 9月25日吉日、友の結婚 （作曲）
  - 58年9月、お世話になりました （作曲）
  - 58年5月、別荘にて （作詞）
  - コンクリート・ジャングル （作詞・作曲）
  - オー・ルーシー （作詞・作曲）
  - 流れるままに （作詞・作曲）
  - ホワイト & ブルー （作詞・作曲）
  - Empty Days （作詞・作曲）
  - Shining With You （作曲）
  - いい天気 （作曲）
  - 晩秋 （作曲）
  - Famous Guy （作曲）
  - メフィスト ガール （作曲）
  - プレゼント （作曲）
- 井上堯之
  - 風のささやき （作曲）
- 中村雅俊
  - 嵐の季節 （作曲）
  - 人生のフーガ （作曲）
- 夏木マリ
  - あ・た・い （作詞・作曲）
  - スモーキン・レター （作曲）
  - ミラボー橋で抱きしめて （作曲）
- 松田優作
  - 副作用 （作曲）
- BORO
  - 大阪からの手紙 （作曲）
  - アジアの少年 （作曲）
- 西山浩司
  - I・Blue （作詞）
  - お前と俺 （作詞・作曲）
- 伊藤さやか
  - 悲しき悲しき街角ローラー （作曲）
- 根津甚八
  - 泣き笑い （作曲）
  - デンジャー・ゾーン （作詞・作曲）
- 秋野暢子
  - Hold me-抱きしめて （作曲）
- 麻生レミ
  - Everything I had （作曲）
  - How long would I last （作曲）
- 来栖アンナ
  - 行かないで （作曲）
- 柳葉敏郎
  - 有・無 （作曲）
  - Risk （作曲）
- 『名探偵コナン』
  - ブラディービーナス （作詞・ボーカル）
  - 星の愛 （作詞・ボーカル）

### サウンドトラック
- 獣たちの熱い眠り（1981年、東映）
- 瀬降り物語（1985年、東映）